# Salmiech

Salmiech este o comună în departamentul Aveyron din sudul Franței. În 1 ianuarie 2022 avea o populație de 764 de locuitori.